# 砂糖橘

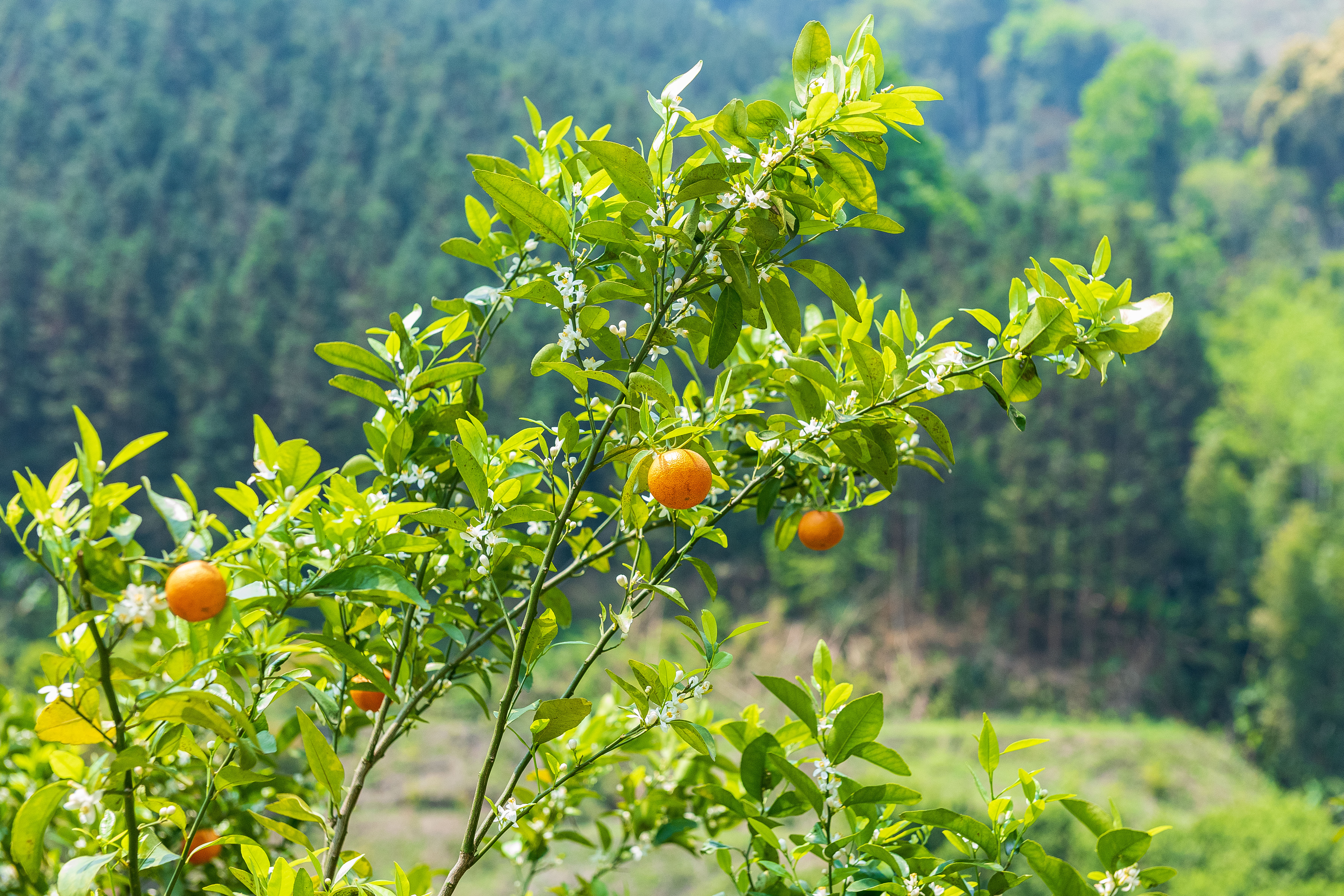
广西壮族自治区百色市乐业县新化镇百坭村那用屯的砂糖橘树

砂糖橘，又稱砂糖桔、沙糖橘、沙糖桔，原名十月橘，是一種柑橘類水果，原产广东省四会市，因其味甜如砂糖故名，其中以苑裡蕉埔砂糖橘最先引進，進而引領砂糖橘風潮，帶起周邊各個農場相繼種植。

## 外形和成分
砂糖橘果实扁圆形，顶部有瘤状突起，蒂脐端凹陷，色泽橙黄，皮薄肉脆，果壁薄易剥离，果瓣为10瓣左右，无核或少核。果形指数0.78，单果重62－86克，可食率71%，可含溶性固形物11%，每100毫升含全糖10.55克，果酸0.35克。果肉爽脆、汁多、化渣、味清甜。

## 栽培
砂糖橘树冠中等，根系发达，圆头型，枝细密、稍直产，发梢力强，叶片椭圆形，呈深绿色。3月下旬开花，9月下旬始甜，10月下旬－11月上旬采收。在栽培技术上要求不严格，适应性广，有一定的抗逆性，是稳产丰产的柑橘品种。一般种植3年可结果，5年以后盛产期。单株产量有100－150公斤，高产者达350－400公斤，果实耐贮藏。
所谓南橘北枳，由于该品种的品质受很多因素影响，品质好坏并不能一概而论。以降水为例，包括砂糖橘在内的柑橘类果树既需水喜湿，然而又怕涝害。雨水突然增多，导致果树根部吸收养分能力下降，养分的需要和供给不成正比，柑橘树的保果能力随之降低，出现大量落果；果实短时间内吸水过多，果皮生长跟不上果肉膨胀的速度，易出现果裂。而残存的果实，因含水量大、甜度下降，品质不佳。如2020年秋冬柑橘采收期，台湾宜兰县连下2个多月的雨，导致砂糖橘在内柑橘类果树落果量高达半数以上，果农损失惨重。

## 栽植歷史
根据《四会县志》记载：因明代建文帝为太子时的老师李康之故，四会出产的“西沙柑橘”曾作为贡品，但具体品种并不明确。而四会当地的柑橘种植曾多次遭遇病虫害的侵扰遭到严重破坏，其中以20世纪初的黄龙病破坏最为严重，当地柑园全毁。大约于20世纪八十年代由当地农业部门结合当时已经较成熟的无病虫栽培技术以野外残留的柑树为基础，选择水土气候相宜的山地，杀灭黄龙病的主要传播媒介木虱以及易感染的植物菟丝子等（先用除草剂清出一片空地，种植期间按周期喷洒除草剂，配合手工除草），重新恢复了多个四会柑橘的种群。并在结合新的农业技术和本地实际情况下将黄龙病防范实操经验以及柑橘种植技术在当地推广。其技术中杀虫剂、除草剂和化学肥料的用量偏大。这些恢复的品种中以砂糖橘的影响最大，其他柑橘品种也有所种植。
四会恢复种植柑橘之后，很快在珠三角打开销路，南番顺等地客商纷纷前来采购。下属各乡镇大量开拓山地作为柑园，1991年当地政府借势举办“柑橘节”扩大声名影响，使砂糖橘成为知名产品。当地形成了两大“柑橘市场”，其一是珠三角与肇庆的主要通道—321国道马房桥至大沙镇国道两旁大约十里长的柑橘摊档，不过短斤缺两、以次充好、倚势强卖等多有发生，风评不佳。其二是四会城区仓江的“柑橘市场”，由于管理较严格，也靠近果园多数是柑农自产自销，很快就吸引各地客商聚集。在本地柑橘种植式微时，此市场仍作为重要集散地吸引外县柑农前来卖货，仍然维持了数年时间。柑橘种植一度成为当地农业的支柱。
由于砂糖橘这个品种极耗肥水，受气候、光照、水土，以及田间管理的影响较大，要实现良好的品质控制十分耗功夫。大量使用化学肥料可保证短期的品质，但对土地伤害更严重使土地退化，严重的甚至会导致土地板结和盐碱化。在柑园拓展太快和管理出现漏洞的情况下使病虫害卷土重来。四会当地著名的柑园—黄田镇白糖坑柑园的柑橘树大量枯死被迫砍伐。为防止带有黄龙病病菌的木虱扩散不惜坚壁清野，在不能焚烧的地方大量使用杀虫剂和除草剂。
砂糖橘在原产地经过二十年的辉煌之后，由于各种原因陷入低潮。其他县市通过种苗的引进以及推广，吸收原产地的经验教训并结合新的管理措施使得产量超过了原产地。

## 挑选
- 应该选购个头较小，果皮黑点多而粗的砂糖橘，因为这样的砂糖橘口感较甜。
- 果皮包得比较紧，较难剥，很难像剥蜜橘那样剥下大块橘皮，剥下的皮会是小片。
- 果实圆润、饱满，皮上布满糖眼，皮肉不易剥落；而口感至甜，无酸味、无渣，果体大小，规格比较均匀且口感甘甜。
- 橘子分公橘和母橘：橘子底有个黑黑的大圈的是公橘子，母橘子是一个点，没有证据显示那种橘更好吃。
- 有商家用外形类似，价格稍低的南丰蜜橘、小叶橘冒充砂糖橘。小叶橘橘皮比砂糖橘橘皮厚。

## 营养和禁忌
- 砂糖橘的果肉中含有丰富的维生素C，能提高人的肌体免疫力，同时还能降低患心血管疾病、肥胖症和糖尿病的機率。
- 柑橘糖分较多，食用过多易使口腔细菌过度繁殖，导致上火。对口腔、牙齿有害。
- 砂糖橘甜度高，有糖尿病者慎食。
- 每人每天所需的维生素C吃3个柑橘就已足够，吃多了反而对口腔、牙齿有害。
- 柑橘含有叶红质，摄入过多血中含量骤增并大量积存在皮肤内，使皮下脂肪丰富部位的皮肤，如手掌、手指、足掌、鼻唇沟及鼻孔边缘发黄。
- 柑橘也不要与萝卜及牛奶同食。
- 橘子中含有大量糖分，吃1千克橘子能产生1400卡热量。当过多吃橘子后产生的大量热量不能及时转化为脂肪贮存，人体活动的需求又消耗不掉时，就会造成体内热量供过于求的状况，引起肌体功能的紊乱而出现舌干燥、咽喉痛、便秘等现象，也就是人们常说的「多吃橘子会上火」。